# تدفق (رياضيات وفيزياء)

التدفق الكهربائي هو كمية خطوط المجال الكهربي التي تعبر سطح ما، فكلما زادت هذه الخطوط زادت قيمة التدفق، وإذا كانت قيمة التدفق موجبة فذلك يعني أن الخطوط خارجة من السطح أما إذا كانت سالبة فذلك يعني أن الخطوط داخلة نحو السطح. وفي حالة سطح مغلق يمكن حساب قيمة التدفق الكهربائي حسب قانون غاوس الذي ينص على أن كمية خطوط المجال الكهربائي التي تعبر سطحا مغلقا (سطح غاوس) مساوية لخارج قسمة المجموع الكلي للشحنة التي بداخل ذلك السطح على نفاذية الفراغ.

التدفق أو الفيض (بالإنجليزية: Flux)‏ هو عبارة عن مفهومين من خلال الفيزياء ومن خلال الرياضيات التطبيقية ( فيزياء ) و ( رياضيات تطبيقية ) وهما مفهومان منفصلان أحدهما بسيط والآخر معقد. 

التدفق الكهربائي هو كمية خطوط المجال الكهربائي التي تعبر سطح ما، فكلما زادت هذه الخطوط زادت قيمة التدفق، وإذا كانت قيمة التدفق موجبة فذلك يعني أن الخطوط خارجة من السطح أما إذا كانت سالبة فذلك يعني أن الخطوط داخلة نحو السطح. وفي حالة سطح مغلق يمكن حساب قيمة التدفق الكهربائي حسب قانون غاوس الذي ينص على أن كمية خطوط المجال الكهربائي التي تعبر سطحا مغلقا (سطح غاوس) مساوية لخارج قسمة المجموع الكلي للشحنة التي بداخل ذلك السطح على نفاذية الفراغ.
وبالرغم من أنه يتم تعريف التدفق الكهربائي على أنه عدد خطوط المجال فإننا لانستطيع أن نحصر هذه الخطوط لأن عددها غير متناهي وتتوقف على: 1- شدة المجال المغناطيسي: ويتناسب التدفق الكهربي مع شدة المجال تناسبا طرديا فكلما زاد المجال زاد التدفق والعكس صحيح.
2- مساحة السطح: يتناسب التدفق تناسبا طرديا مع مساحة السطح المعرض للمجال فكلما زادت مساحة السطح زاد التدفق.
3- زاوية ميلان الخطوط: يتناسب التدفق طرديا مع جيب تمام زاوية ميلان الخطوط عن الخط العمودي على السطح.
كثافة الفيض المغناطيسي أو يسمى في بعض البلاد العربية كثافة التدفق المغناطيسي (بالإنجليزية: magnetic flux density) هي كمية فيزيائية في الإلكترويناميكا (الحركية الكهربائية) ويرمز لها بالرمز B.
وهي تعبر عن كثافة خطوط المجال المغناطيسي التي تعبر وحدة المساحة وتكون عمودية عليها. يعود تعريف تلك الكمية إلى الفيزيائي الإسكتلندي جيمس ماكسويل.
مثل كثافة الفيض المغناطيسي \vec{B} كمثل كثافة التدفق الكهربائي \vec{D} ، فكلاهما كمية متجهة، ويتم حسابها عن طريق الجهد الانتجاهي \vec{A} .

## الفيض في اللغة العربية
كلمة الفيض (Flux) جاءت من اللاتينية بمعنى (flow) بمعنى تدفق ولهذا لزم علينا التعرف على كلمة تدفق أو فيض في اللغة العربية. 
تَدَفَّقَ: (فعل)
تدفَّقَ يتدفَّق، تدفُّقًا، فهو مُتدَفِّق
أما كلمة فيض في العربية 

فَيْض: (اسم)
فَيْض: مصدر فاضَ
فَيض: (اسم)
الجمع: فُيوض، فيوضات: الجمع: أفياضٌ
مصدر فَاضَ
الفَيْضُ: الكثيرُ الغزير
ورجلٌ فيضٌ: كثير الخير
وفرسٌ فيضٌ: غزير 

كثيرا ما نرى اختلافا في كتب الفيزياء المترجمة في البلاد العربية فبعض المناهج العربية تسمه فيض والأخرى تسمه تدفق. وكما أوضحنا الفرق اللغوي بينهما لا ضير في استخدام أياً من المصطلحين في العبير. 
بالنسبة إلى التعريف الأول عن الفيض، فالفيض من الممكن أن يكون عبارة عن متجة أو (Vector) أو من الممكن أن يكون متجة المجال وهو عبارة عن دالة الموضع.
في الحالة الأخيرة يمكن أن نكامل الفيض أو التدفق على مساحة أو سطح ما.  
كثافة الشحنة الخطية، السطحية أو الحجمية هي كمية الشحنة الكهربائية المارة في خط أو سطح أو حجم معين. يتم قياس كثافة الشحنة بوحدة الكولوم لكل متر (C/m)، أو الكولوم لكل متر مربع (C/m²) أو الكولوم لكل متر مكعب (C/m³). بما أنه هناك شحنات موجبة وشحنات سالبة، لذلك يمكن لكثافة الشحنة أن تأتي سالبة القيمة.
الشحنة الكهربائية هي خاصية فيزيائية للمادة، وهي مصدر القوة الكهرومغناطيسية في الطبيعة، وهناك نوعان من الشحنة الكهربية: الشحنة الموجبة والشحنة السالبة، تحمل الجسيمات شحنة سالبة أو موجبة أو متعادلة، وتحمل الإلكترونات شحنات سالبة والبروتونات شحنات موجبة، والنيوترونات شحنات متعادلة، كما أن هناك جسيمات أخرى تحمل شحنات وكل هذه الشحنات تكون إما سالبة أو موجبة أو متعادلة (بدون شحنة).و هي عبارة عن دقائق صغيرة جدا لا ترى بالعين المجردة تتنقل عبر اسلاك وأجهزة كهربائية وتشمل ما يسمى بالتيار الكهربائي.
حدث محاكاة في المكشاف CMS من مصادم هادرون الكبير، ويضم ظهور محتمل للهيجز بوزون. فيزياء الجسيمات هو دراسة المكونات الأولية للمادة والطاقة والتفاعلات بينهما. بالإضافة إلى ذلك، تصميم علماء فيزياء الجسيمات وتطوير المعجلات ذات الطاقة العالية، وبرامج الكمبيوتر الضرورة لهذا البحث. ويسمى هذا المجال أيضا «فيزياء الطاقة العالية» لأن العديد من الجسيمات الأولية لا تحدث بشكل طبيعي ولكن يتم إنشاء فقط خلال الاصطدامات عالية الطاقة لجسيمات أخرى.
حاليا، يتم وصف تفاعلات الجسيمات الأولية والقوى الأساسية طبقاً للنموذج القياسي وتقسم الجسيمات المعروفة للمادة إلى الكواركات واللبتونات التي تتفاعل عبر القوى الأساسية: القوة النووية القوية، والقوة النووية الضعيفة، والقوة الكهرومغناطيسية. يتم وصف ديناميات من حيث جزيئات المادة تبادل البوزونات قياس (غلوونس، W و Z البوزونات، والفوتونات، على التوالي كما تتوقع ستاندرد نموذج الجسيمات المعروفة باسم بوزون هيجز. وفي يوليو 2012 المختبر الأوروبي لفيزياء الجسيمات، أعلن الكشف عن الجسيمات بما يتفق مع بوزون هيغز، جزءا لا يتجزأ من آلية هيغز.
الفيزياء النووية هو مجال الفيزياء الذي يدرس المكونات والتفاعلات من الأنوية الذرية. التطبيقات الأكثر شيوعا المعروفة للفيزياء النووية هي توليد الطاقة النووية وتكنولوجيا الأسلحة النووية، ولكن قدمت بحوث التطبيق في العديد من المجالات، بما في ذلك في مجال الطب النووي والتصوير بالرنين المغناطيسي، وزرع الأيونات في هندسة المواد، والكربون المشع في الجيولوجيا وعلم الآثار.

## الفيض هو عبارة عن معدل السريان على وحدة المساحة
الفيض هو عبارة عن معدل السريان على وحدة المساحة باستخدام ظاهرة الانتقال. ولهذا فإن هذه الخاصية لكل وحدة مساحة. 
نقل الكتلة: (بالإنجليزية: Mass transfer) هو ناتج تحريك كتلة إلى موقع، وعادة ما تعني السيل من المكونات أو القطع. نقل الكتلة يحدث في العديد من العمليات، مثل امتصاص، والتبخر، والامتزاز، والتجفيف، والترشيح، والتقطير. تستخدم نقل الكتلة في تخصصات علمية مختلفة وبآليات متعددة. تستخدم العبارة عادة في الهندسة الفيزيائية مثل الانتشار الجزيئي وحمل في الأنواع الكيميائية داخل النظم الفيزيائية.
بعض الأمثلة الشائعة لعمليات نقل الكتلة هي تبخر الماء من البركة إلى الغلاف الجوي، وتنقية الدم في الكلى والكبد، وتقطير الكحول. في العمليات الصناعية، وتشمل عمليات نقل الكتلة فصل المكونات الكيميائية في أعمدة التقطير، وامتصاص مثل أجهزة غسل الغاز، امتزاز مثل الأسرة الكربون المنشط، استخلاص سائل-سائل.
وغالبا ما يقترن نقل الكتلة إلى عمليات الميكانيك الحيوية، على سبيل المثال في أبراج التبريد الصناعية. هذه الأبراج تنقل الحرارة باستخدام الكتلة عن طريق السماح لتدفق المياه الساخنة في ملامسة الهواء وتتبخر لأنها تمتص الحرارة من الجو.

### ظواهر الانتقال
تدفق أو جريان أو انسياب أو سريان الموائع (بالإنجليزية: Fluid flow) اصطلاحات تشير إلى المجال الذي يسمى تحديدا ديناميكا الموائع (بالإنجليزية: Fluid dynamics) هي فرع من فروع ميكانيكا الموائع، تتعامل مع سيلان وتدفق الموائع (السوائل والغازات)، وتضم بدورها تباعا: ديناميكا الغازات (بالإنجليزية: Aerodynamics) ديناميكا السوائل (بالإنجليزية: Hydrodynamics). يستفاد من هذه الدراسة في تحسين التصرف مع الطاقة. وأبرز من كتب عن هذا العلم هو دانييل برنولي وقانونه الشهير الذي جمع به الطاقات في الكثير من التطبيقات العملية
انتقال الحرارة هو انتقال الطاقة الحرارية من الكتلة الأسخن إلى الكتلة الأبرد. عندما يكون جسم ما ذو درجة حرارة مختلفة عما يحيط به من الأجسام، فإن انتقال الطاقة الحرارية، ويسمى أيضا بالتدفق الحراري، أو التبادل الحراري، يحدث بحيث تصل الأجسام إلى توازن حراري، وهذا يعني أنها ذات درجة حرارة واحدة. ويحدث الانتقال الحراري دائما من الأجسام الأسخن إلى الأجسام الأبرد، وهذا ما يؤكده القانون الثاني للديناميكا الحرارية. إن انتقال الحرارة بين الأجسام القريبة لا يمكن أيقافه، ولكن يمكن إبطاؤه. تنتقل الحرارة بثلاثة طرق هي: التوصيل، والحمل، والإشعاع.
يعرف التدفق الحراري بأنه انتقال الطاقة الحرارية خلال سطح ما. تعطى واحدة التدفق الحراري في نظام الوحدات الدولي بالجول على الثانية أو واط. وتقاس كثافة التدفق الحراري بالواط/متر مربع . التدفق الحراري هو قيمة جبرية، بينما كثافة التدفق الحراري هي قيمة شعاعية. ترمز لكثافة التدفق الحراري بالرمز حيث يرمز الرمز المنخفض q إلى التدفق الحراري
المجال أو الحقل القياسي 
{\displaystyle j={\frac {I}{A}}}
حيث أن: 
{\displaystyle I=\lim \limits _{\Delta t\rightarrow 0}{\frac {\Delta q}{\Delta t}}={\frac {\mathrm {d} q}{\mathrm {d} t}}}
الحقل السُّلمي أو الحقل العددي أو الحقل المقياسي هو مفهوم يربط كل نقطة في الفضاء بقيمة سلمية. قد تكون تلك القيمة السلمية هي عبارة عن عدد رياضي أو كمية فيزيائية. لا تتعلق الحقول القياسية بالإحداثيات، بحيث يجب أن يوافق أي مراقبين يستخدمان ذات الواحدات على قيمة الحقل القياسي عند نقطة معينة مهما كان موضع هذين المراقبين. تستخدم هذه النوع من الحقول في الفيزياء مثل لتمثيل قيم توزع درجات الحرارة في الفضاء، أو الضغط في السوائل.
{\displaystyle j(\mathbf {p} )={\frac {\partial I}{\partial A}}(\mathbf {p} )}
{\displaystyle I(A,\mathbf {p} )={\frac {\mathrm {d} q}{\mathrm {d} t}}(A,\mathbf {p} )}
الحقل أو المجال الاتجاهي 
{\displaystyle \mathbf {j} (\mathbf {p} )={\frac {\partial \mathbf {I} }{\partial A}}(\mathbf {p} )}
{\displaystyle \mathbf {I} (A,\mathbf {p} )={\underset {\mathbf {\hat {n}} }{\operatorname {arg\,max} }}\,\mathbf {\hat {n}} _{\mathbf {p} }{\frac {\mathrm {d} q}{\mathrm {d} t}}(A,\mathbf {p} ,\mathbf {\hat {n}} )}
الحقل الشعاعي أو الحقل الاتجاهي هو مفهوم يربط كل نقطة من الفضاء الإقليدي بمتجهة. على سبيل المثال من الممكن تصور الحقل الاتجاهي في المستوى على أنه مجموعة أسهم لها حجم وتوجه معين كل منها مرتبط بنقطة في المستوي. غالباً ما تستخدم الحقول الاتجاهية كنماذج، على سبيل المثال لتمثيل سرعة واتجاه سائل يتحرك في جميع أنحاء الفضاء، أو قوة واتجاه بعض القوى، مثل القوى المغناطيسية أو الجاذبية وذلك لأنه يتغير من نقطة لأخرى.

## الفيض من خلال تكامل السطح

### التعريف الرياضي العام للفيض من خلال تكامل السطح
كعبارة عن مفهوم رياضي فإن الفيض يمكن التعبير عن بأنه هو التكامل السطحي لمتجة الفيض.
{\displaystyle \Phi _{F}=\iint _{A}\mathbf {F} \cdot \mathrm {d} \mathbf {A} }

### الكهرومغناطيسية
كثافة الفيض المغناطيسي أو يسمى في بعض البلاد العربية كثافة التدفق المغناطيسي (بالإنجليزية: magnetic flux density) هي كمية فيزيائية في الإلكترويناميكا (الحركية الكهربائية) ويرمز لها بالرمز B. وهي تعبر عن كثافة خطوط المجال المغناطيسي التي تعبر وحدة المساحة وتكون عمودية عليها . يعود تعريف تلك الكمية إلى الفيزيائي الإسكتلندي جيمس ماكسويل.
مثل كثافة الفيض المغناطيسي \vec{B} كمثل كثافة التدفق الكهربائي \vec{D} ، فكلاهما كمية متجهة، ويتم حسابها عن طريق الجهد الانتجاهي \vec{A} 

#### الفيض الكهربي
اذاتصورنا سطحا مساحته (أ) موجود في مجال كهربائي منتظم (مـ) وأن، عددا من خطوط المجال الكهربائي تخترق هذا السطح ولما كان عدد خطوط المجال التي تخترق وحده المساحة العموديه على اتجاه الخطوط يتناسب طرديا مع المجال الكهربائي فإن عدد الخطوط التي تخترق المساحة (أ) ستزداد بزيادة المجال ويقل بنقصانه ويعرف حاصل ضرب المجال الكهربائي (مـ) في المساحة العموديه على المجال بالتدفق الكهربائي
ويعبر رياضياً عن التدفق بالعلاقة التالية: التدفق = مـ أ جتا < حيث < الزاوية المحصوره بين إتجاه خطوط المجال والعمودي على المساحة نتوصل إلى الملاحظات التالية حول التدفق الكهربائي
::
يعتمد مقدار التدفق الكهربائي على الزاوية المحصوره بين إتجاه خطوط المجال والعمودي على المساحة كما يعتمد على مقدار كل من مقدار المجال الكهربي ومساحة السطح.
يكون العمودي على السطح خارجاً منه.
يكون التدفق موجباً إذا كانت الخطوط خارجه من السطح، ويكون التدفق سالباً إذا كانت الخطوط داخله في السطح.
التدفق = عدد خطوط المجال التي تعبر وحدة المساحة من السطح عمودياً عليه × مساحه السطح.
التدفق الكهربائي على أي سطح مغلق مغمور في مجال كهربائي يساوي صفراً لأن قيمته من أحد أوجه السطح تساوي وتعاكس قيمته من الوجهة المقابل فيكون المجموع = صفراً.
قانون غاوس المغناطيسي

قانون جاوس المغناطيسي هو ثاني معادلات ماكسويل التي تصف سلوك الكهرومغناطيسيات وتوليدها، ينص هذ القانون على أن عدد خطوط المجال المغناطيسي الخارجة من سطح مغلق يساوي صفر، بمقارنة هذا التعريف مع قانون جاوس الكهربي الذي ينص على أن عدد خطوط المجال الكهربي الخارجة من سطح مغلق مساو لمجموع الشحنة الكهربية داخل السطح، يتبين بالمقارنة أنه لا وجود لشحنة مغناطيسية، أي يتعذر على الدوام الحصول على قطب شمالي منفرد أو قطب جنوبي منفرد. ن معضلة انعدام الشحنة المغناطيسية هي حقيقة تفرض نفسها على الفيزياء التجريبية رغم أن عدد من النظريات الحديثة في الفيزياء النظرية تفترض وجود هذه الشحنة، كنظرية التوحيد الكبرى فضلا عن نظرية الأوتار الت تفترض أن الثقب الأسود ما هو إلى مغناطيس أحادي بشحنة مغناطيسية تساوي كتلته.

استخدامات قانون غاوس

يستخدم قانون غاوس لحساب المجالات الكهربائية لحالات يكون فيها توزيع الشحنات الكهربائية على درجه عاليه من التماثل مثل كرات مشحونه بشحنه منتظمه التوزيع أو اسطوانات طويله أو سطوح مستويه ذات أبعاد كبيره جدا.
أما قانون كولوم فيستخم لحساب المجالات الكهربائية لشحنات كهربائيه نقطيه خطوات حساب المجال باستخدام قانون غاوس:
- اختيار سطح غاوس مناسب نفترض وجوده عند النقطة المراد حساب المجال عندها ويعتمد شكل السطح على توزيع الشحنات كالآتي
في حاله التوزيع الكروي نختار سطح غاوس كرويا
في حاله التوزيع الخطي نختار سطح غاوس اسطوانيا
في حال توزيع الشحنات على صفائح أي توزيع مستوي للشحنات نختار سطح غاوس اسطوانيا
2- حساب مساحه سطح غاوس مع مراعاه اتجاه خطوط المجال بالنسبة للعمودي على المساحة
3- حساب مقدار الشحنة الموجودة داخل سطح غاوس (كثافه طوليه، سطحيه، وحجميه)
4- عند التعويض عن ش نراعي ما يلي:
تعويض ش مقدارا ونوعا فاذا كانت الشحنة سالبه نعوض السالب في قانون جاوس.
الشحنات تستقر على سطح المواد الموصله والسطوح الرقيقه أي أن الشحنة داخل الموصل تساوي صفرا.
تتوزع الشحنات داخل وخارج المواد العازله (غير الموصله) أي أن الشحنة داخل المادة العازله لا تساوي صفرا.
{\displaystyle \Phi _{E}=}{\displaystyle {\scriptstyle A}}{\displaystyle \mathbf {E} \cdot {\rm {d}}\mathbf {A} }
قانون غاوس
يمتاز قانون غاوس عن قانون كولوم بميزتين هامتين عند حساب المجال الكهربي، الميزة الأولى أن قانون
جاوس يسهل حساب المجال الكهربائي لتوزيعات الشحنة ذات التماثل (symmetry) العالي، والثانية أنه يعطي
تصوراً أوضح وفهماً أعمق من قانون آولوم، لماهية المجال الكهربائي، وبخاصة في آثير من المسائل المعقدة.
يعتمد قانون جاوس أساساً على مفهوم التدفق الكهربي الناتج من المجال الكهربي أو الشحنة الكهربائية، ولهذا
سنقوم أولاً بحساب التدفق الكهربي الناتج عن المجال الكهربي، وثانياً سنقوم بحساب التدفق الكهربي الناتج عن
شحنة آهربية، ومن ثم سنقوم بإيجاد قانون جاوس واستخدامه في بعض التطبيقات الهامة في مجال الكهربية
الساكنة.
{\displaystyle \Phi _{D}=} {\displaystyle {\scriptstyle A}}{\displaystyle \mathbf {D} \cdot {\rm {d}}\mathbf {A} }
 {\displaystyle {\scriptstyle A}}{\displaystyle \;\mathbf {E} \cdot {\rm {d}}\mathbf {A} ={\frac {Q_{A}}{\varepsilon _{0}}}}

#### الفيض المغناطيسي
ويبر weber (تلفظ أحيانا «فيبر» حسب اللفظ الألماني) هي إحدى وحدات القياس الدولي وهي وحدة قياس التدفق المغناطيسي. والويبر هو قيمة التدفق المغناطيسي عندما يخترق مجال مغناطيسي شدته 1 تسلا عموديا سطح ما مساحته 1 متر مربع . والوحدة مشتقة من اسم العالم الألماني فلهيلم إدوارد فيبر
{\displaystyle \Phi _{B}=} {\displaystyle {\scriptstyle A}} {\displaystyle \mathbf {B} \cdot {\rm {d}}\mathbf {A} }
تسلا (بالإنجليزية: Tesla) هي وحدة قياس المجال المغناطيسي الذي كان يسمى سابقا الحث الكهرومغناطيسي وتعتبر إحدى وحدات النظام الدولي. واختير هذا الاسم تكريما للعالم نيكولا تسلا، وتساوي التسلا الواحدة 1 ويبر لكل متر مربع . وكذلك تساوي التسلا 10.000 جاوس (وحدة) وهي وحدة أصغر منها.
{\displaystyle \oint _{C}\mathbf {E} \cdot d{\boldsymbol {\ell }}=-\int _{\partial C}{\partial \mathbf {B}  \over \partial t}\cdot {\rm {d}}\mathbf {s} =-{\frac {{\rm {d}}\Phi _{B}}{{\rm {d}}t}}}
قانون فاراداي للحث الكهرومغناطيسي هو قانون فيزيائي في مجال الكهرومغناطيسية، هو قانون أمبيري صاغه فاراداي هذا القانون عام 1831، معتمداً على تجارب علمية قام بها.
بحسب القانون فإن مقدار القوة الدافعة الكهربائية (ق.د.ك) المستحثة المتولدة في ملف أو موصل تتناسب طردياً مع المعدل الزمني الذي يقطع فيه الموصل لخطوط فيض مغناطيسي.
تعتمد على هذا القانون العديد من الأجهزة الكهربائية أهما المولّد الكهربائي والمحرّك الكهربائي.
قاعدة لينز

في الدائرة المغلقة يتولد تيار كهربائي مستحث وقوة دافعة كهربائيه مستحثة بحيث تقاومان التغير في التدفق المغناطيسي الذي كان سبب في توليدهما وهذا يفسر الإشارة السالبة في قانون فارادي ويعد تطبيقاً لقانون حفظ الطاقة فعندما تحدث زيادة في التدفق المغناطيسي (عدد خطوط الفيض المغناطيسي المقطوعة لوحدة الزمن) يحدث نقصان في القوة الدافعة الكهربائية المستحثة المتولدة ويحدث أيضاً تلاشي في التيار الكهربائي المستحث المتولد والعكس صحيح عند حدوث نقصان بالتدفق المغناطيسي يسبب زيادة في القوة الدافعة الكهربائية المستحثة والتيار الكهربائي المستحث المتولدان.

## اقرأ أيضا
- كثافة التدفق الطيفي